# Chronicles (revista)
Chronicles es una revista mensual estadounidense publicada por el paleoconservador Rockford Institute. Su nombre completo es Chronicles: A Magazine of American Culture. La revista es conocida por promover posiciones antiglobalistas y antiintervencionistas dentro de los políticos conservadores. El editor es Thomas Fleming; el editor ejecutivo es Scott P. Richert. Aaron D. Wolf es el editor asociado y Chilton Williamson es el editor senior de libros.
Chronicles fue fundada en 1976, al poco tiempo desde que el Instituto se estableciera ese año. Originalmente conocida como Chronicles of Culture, la revista fue originalmente publicada por Leopold Tyrmand y John A. Howard. Thomas Fleming se unió al personal del Instituto en 1984 y se convirtió en el editor en 1985, después de que Tyrmand falleciera. Fleming cambió el título a Chronicles: A Magazine of American Culture. Chronicles también promueve las actividades del John Randolph Club, otro proyecto de Rockford Institute.
La revista influenció a Patrick Buchanan y apoyó fuertemente su candidatura en las elecciones presidenciales de 1992 y 1996.

## Contribuidores notables
- Virginia Abernethy
- John Attarian
- Doug Bandow
- Alain de Benoist
- Wendell Berry
- Mel Bradford
- Peter Brimelow
- Patrick Buchanan
- John Carney
- Fred Chappell
- John James Duncan, Jr., congresista de Tennessee
- Samuel Francis
- George Garrett
- Paul Gottfried
- Ernest van den Haag
- Leon Hadar
- David Hartman, chairman of the parent Rockford Institute
- Michael Hill
- Philip Jenkins
- Walter B. Jones, Jr., congresista de Carolina del Norte
- Bill Kauffman
- Russell Kirk
- E. Christian Kopff
- Erik von Kuehnelt-Leddihn
- Michael Lind
- John Lukacs
- Donald Manzullo, congresista de Illinois
- Eugene McCarthy
- Thomas Molnar
- William Murchison
- Andrei Navrozov
- Robert Nisbet
- Walker Percy
- Pat Quinn, Teniente gobernador de Illinois
- William Quirk
- Justin Raimondo
- Norman Ravitch
- Scott P. Richert
- Paul Craig Roberts
- Murray Rothbard
- Kirkpatrick Sale
- Joe Sobran
- Tomislav Sunic
- Srđa Trifković
- Jim Webb, senador por Virginia
- Chilton Williamson
- Clyde N. Wilson
- Aaron D. Wolf
- Leo Yankevich